# Dret a la igualtat
El dret a la igualtat significa que tot ésser humà, des del seu naixement, ha de ser reconegut com a igual davant la llei, per part dels Estats. Això implica que tots els éssers humans poden gaudir de tots els drets sense que hi hagi lloc a cap distinció per motius de raça, color, sexe, idioma, religió, opinió política o de qualsevol altra índole, origen nacional o social, posició econòmica, naixement o qualsevol altra condició.
És important assenyalar que, perquè el dret a la igualtat sigui una realitat, no basta únicament amb l'acció dels Estats, així aquests siguin els seus principals garants. Els ciutadans també tenen el deure actuar en conseqüència amb aquest dret i d'exercir la seva capacitat de fer-lo valer. El principi de la igualtat per a totes les persones no sols aplica als governs. Ha de fer-se front a la discriminació en el treball, a l'escola i en la llar.
| « | La noció d'igualtat es desprèn directament de la unitat de naturalesa del gènere humà i és inseparable de la dignitat essencial de la persona, enfront de la qual és incompatible tota situació que, per considerar superior a un determinat grup, condueixi a tractar-ho amb privilegi; o que, al revés, per considerar-ho inferior, ho tracti amb hostilitat o de qualsevol forma ho discrimini del gaudi de drets que sí que es reconeixen als qui no es consideren culpables en tal situació d'inferioritat. No és admissible crear diferències de tractament entre éssers humans que no es corresponguin amb la seva única i idèntica naturalesa. | » |

## Història

Llibertat, igualtat i fraternitat, el cèlebre lema de la Revolució francesa que va inspirar el primer article de la Declaració Universal dels Drets Humans.

La igualtat, juntament amb la fraternitat i la llibertat, va ser una de les principals reivindicacions de la Revolució Francesa, revolució inspirada en les idees dels filòsofs humanistes de la Il·lustració en el segle xviii. En 1789, l'Assemblea de la revolució va publicar la Declaració dels Drets de l'Home i del Ciutadà, inspirant-se en part en la Declaració d'Independència dels Estats Units d'Amèrica, establint així el principi de llibertat, igualtat i fraternitat. Posteriorment, aquesta declaració seria la base per a la Constitució francesa de 1791.
El dret a la igualtat té el seu origen com a concepte l'any 1948, a la Declaració Universal dels Drets Humans de l'ONU. L'article 1 d'aquesta declaració, li assigna el mateix valor i els mateixos drets a tots els éssers humans. Encara que la Declaració Universal dels Drets Humans no és un document obligatori o vinculant per als Estats, l'ONU assenyala que aquests han de garantir el principi d'igualtat efectiva, és a dir, evitar l'existència de normes que generin un tracte desigual o discriminatori en la seva aplicació. Això implica que els Estats han d'actuar amb base al principi pro-persona, no sols promulgant aquest dret en el seu ordenament jurídic, sinó a més garantint l'accés a aquest de totes les persones, tant en el seu ordenament jurídic, com en la creació i aplicació de mesures que impulsin la igualtat en les seves diferents polítiques públiques.Respecte a les polítiques públiques estatals, cal ressaltar la importància d'implementar instruments de mesurament usant mètodes mixtos, quantitatius i qualitatius, tant per a fer una anàlisi complexa del resultat de les intervencions i polítiques públiques, com per a identificar possibles colls d'ampolla en la seva implementació i fer els ajustos necessaris per a garantir l'accés a aquest dret i el seu gaudi ple.

## Normativa Internacional

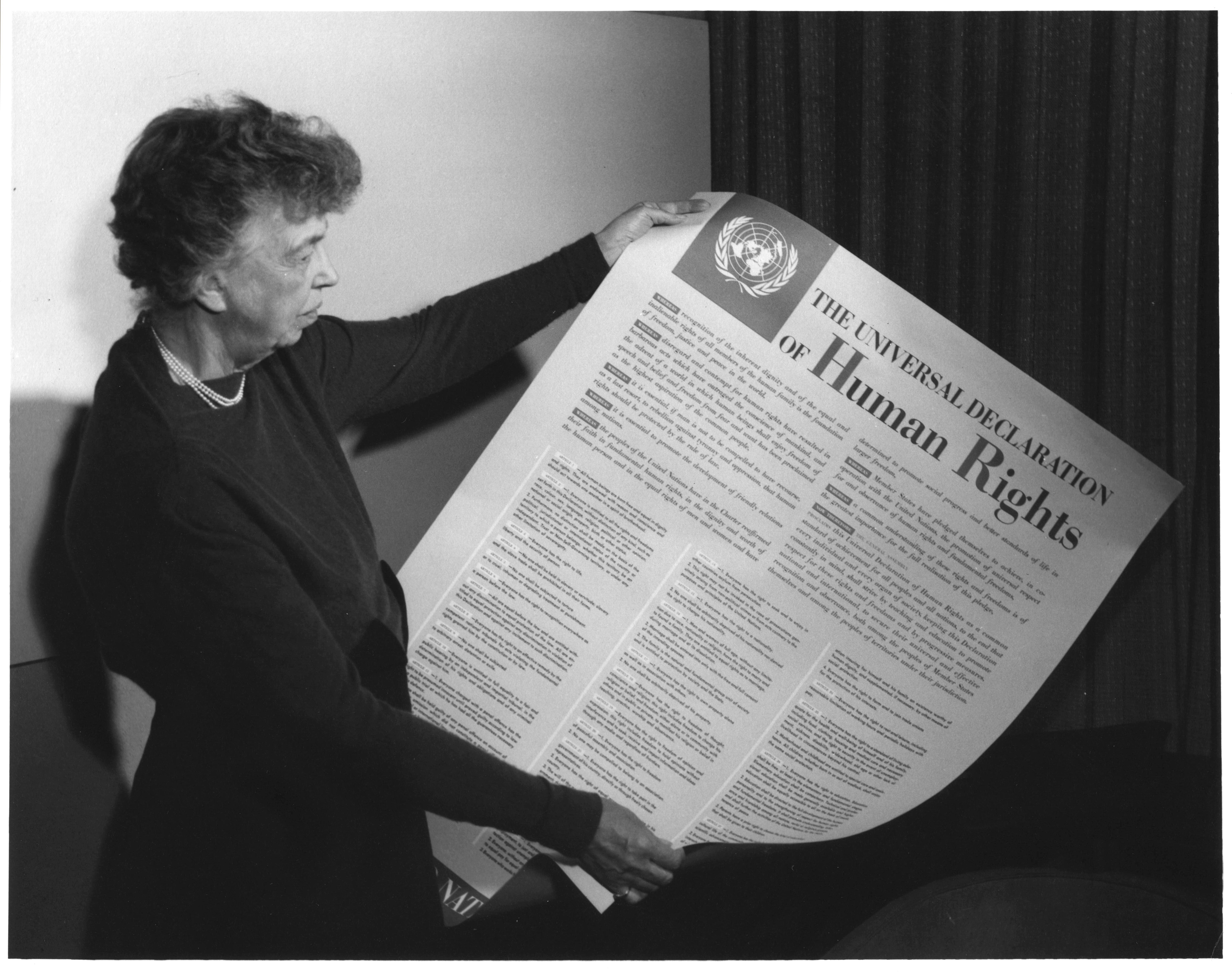
Eleanor Roosevelt sostenint una còpia en anglès de la Declaració Universal dels Drets Humans.

El dret a la igualtat és considerat com la base de la convivència i és un dret superior, connex a tots els altres drets humans. El dret a la igualtat, juntament amb el principi de la no, discriminació estan àmpliament reconeguts en la normativa internacional i són transversals en tot el dret internacional de drets humans; tots dos estan presents en els principals tractats.
- A la Declaració Universal dels Drets Humans,[7] el dret a la igualtat està reconegut principalment en els articles 1 (dret a la igualtat),[1] article 2 (dret a la no discriminació),[2] article 4 (dret a no ser esclavitzat),[8] article 7 (dret a la igualtat davant la llei),[9] article 13 (dret a la llibertat de locomoció i residència),[10] article 17 (dret a la llibertat de pensament, de consciència i de religió),[11] article 21 (dret a la participació política, a triar i ser triat),[12] article 23 (dret al treball)[13] i article 26 (dret a l'educació).[14]
- En la Carta de les Nacions Unides,[15] el dret a la igualtat apareix en el capítol I, articles 1 (principi de la igualtat de drets i la lliure determinació dels pobles) i 2 (principi de la igualtat sobirana de tots els membres de les Nacions Unides); capítol III, article 8 (elegibilitat en condicions d'igualtat) i capítol IX, article 55 (cooperació per establir condicions d'estabilitat i benestar necessàries per a les relacions pacífiques i amistoses entre les nacions, basades en el respecte al principi de la igualtat de drets i al de la lliure determinació dels pobles).
- El dret a la igualtat està reconegut en el Pacte Internacional de Drets Civils i Polítics en els articles 1 (dret a la lliure autodeterminació dels pobles),[16] article 2 (dret a la igualtat i a la no discriminació),[17] article 3 (igualtat de gènere),[18] article 8 (dret a ens ser esclavitzat),[19] article 9 (dret a la llibertat),[20] article 12 (dret a la lliure circulació),[21] article 14 (igualtat davant la llei i dret a un judici just),[22] article 17 (dret a la intimitat i l'honra),[23] article 18 (dret a la llibertat de pensament, consciència i religió),[24] article 20 (prohibició de l'apologia de l'odi),[25] article 23 (dret a la família),[26] article 25 (dret a la participació política),[27] article 26 (igualtat davant la llei)[28] i article 27 (protecció de les minories ètniques, religioses o lingüístiques).[29]
- En el Pacte Internacional de Drets Econòmics, Socials i Culturals, es fa referència al dret a la igualtat en els articles 1 (dret a la lliure autodeterminació dels pobles),[30] article 2 (dret a la igualtat i a la no discriminació),[31] article 3 (igualtat de gènere),[32] article 5 (limitacions),[33] article 6 (dret al treball lliurement escollit),[34] article 7 (dret al treball en condicions dignes i equitatives),[35] article 10 (lliure conformació de la família i protecció en la gestació i a la infància),[36] article 11 (dret a la vida en condicions dignes i a la protecció contra el gana),[37] article 12 (dret a la bona salut física i mental),[38] article 13 (dret a l'educació)[39] i article 15 (dret a l'accés a la ciència i la cultura).[40]

El dret a la igualtat és el tema central dels següents documents i, per tant, es troba de forma transversal i connexa a tots els seus articles:
- La Convenció Internacional sobre l'Eliminació de totes les Formes de Discriminació Racial.
- La Convenció sobre l'Eliminació de Totes les Formes de Discriminació contra la Dona.
- Els Principis de Yogyakarta: Principis sobre l'aplicació de la legislació internacional de drets humans en relació amb l'orientació sexual i la identitat de gènere.
- La Convenció Internacional sobre els Drets de les Persones amb Discapacitat.

## El dret a la igualtat i desigualtat social
El dret a la igualtat es veu afectat per la desigualtat social, la qual és la situació desigual a nivell econòmic i social que es dona entre ciutadans d'un Estat o entre diferents països. Aquesta afectació al dret a la igualtat ocorre per múltiples factors que finalment es tradueixen en opressió sistémica, explotació, marginació, manca de poder per participar i tenir veu en les decisions que afecten la vida pública i privada, estereotips cap a grups amb desavantatges, violència física i/o sexual contra aquests grups etc.
Com ho exposa Kenjy Yoshino en l'article «The Pressure to Cover», la igualtat no es tradueix únicament en un tracte igual davant la llei i en la garantia de justícia, sinó en una adequada aplicació de les lleis per a la no discriminació, així com la major garantia de drets, des d'un enfocament transversal, en tota actuació i per a tota persona habitant del seu territori, reconeixent la seva diversitat.
Alguns exemples de mesures adoptades per diferents Estats per mitigar la igualtat social i promoure la igualtat social són:
- Sistemes de subsidi als serveis públics de manera que els sectors més vulnerables econòmicament puguin accedir a aquests.
- A Brasil s'han reservat contingents universitaris en universitats públiques per a minories racials.
- A França i Suècia, s'ofereixen sistemes públics gratuïts d'educació d'alta qualitat.

A nivell internacional, la Declaració sobre el progrés i el desenvolupament en el social, proclamada per l'Assemblea General de les Nacions Unides en 1969, proclama, en el seu article 1, el dret a viure amb dignitat i a gaudir lliurement dels fruits del progrés social per a tots els pobles i tots els éssers humans, sense distinció alguna. En l'article 2, s'explica que tant el progrés social, com el desenvolupament en el social, es funden en el respecte de la dignitat i el valor de la persona humana, per la qual cosa és indispensable assegurar la promoció dels drets humans i la justícia social, a més de a) L'eliminació immediata i definitiva de totes les formes de desigualtat i d'explotació de pobles i individus, de colonialisme, de racisme, fins i tot el nazisme i l'apartheid, i de tota una altra política i ideologia contràries als principis i propòsits de les Nacions Unides; b) El reconeixement i l'aplicació efectiva dels drets civils i polítics i dels drets econòmics, socials i culturals sense discriminació alguna.

## Dret a la igualtat, discriminació racial, ètnica i xenofòbia

Símbol en contra de la discriminació racial.

El dret a la igualtat inclou la prohibició de la discriminació racial i exigeix als Estats adoptar mesures especials per eliminar les condicions que causen la discriminació racial o que contribueixen a perpetuar-la. Aquesta prohibició es troba explícita en tots els instruments principals de drets humans, estableix obligacions per als Estats i els encomana la tasca d'erradicar la discriminació tant de l'àmbit públic, com del privat.
L'article 1 de la Convenció Internacional sobre l'Eliminació de totes les Formes de Discriminació Racial (ICERD, per les seves sigles en anglès) defineix la discriminació racial com: “tota distinció, exclusió, restricció o preferència basada en motius de raça, color, llinatge o origen nacional o ètnic que tingui per objecte o per resultat anular o menyscabar el reconeixement, gaudi o exercici, en condicions d'igualtat, dels drets humans i llibertats fonamentals en les esferes política, econòmica, social, cultural o en qualsevol altra esfera de la vida pública.”
En 2001 es va dur a terme la Conferència Mundial contra el Racisme, la Discriminació Racial, la Xenofòbia i les Formes Connexes d'Intolerància. En aquesta es va elaborar la Declaració i Programa d'Acció de Durban, el programa més integral i amb més autoritat per combatre el racisme, la discriminació racial, la xenofòbia i les formes connexes d'intolerància. En aquesta declaració es troben inclosos els incidents de formes contemporànies de racisme i discriminació racial contra africans i persones d'ascendència africana, àrabs, asiàtics i persones d'ascendència asiàtica, migrants, refugiats, sol·licitants d'asil, persones pertanyents a minories i pobles indígenes, així com altres víctimes. A l'abril de 2009, es va examinar el progrés mundial aconseguit per superar el racisme per part de la Conferència d'Examen de Durban.
Les situacions en què la persistent la negació dels drets humans a persones que pertanyen a grups racials i ètnics diferents, com a conseqüència de la discriminació racial, són una greu i sistemàtica violació dels drets humans. La discriminació racial i ètnica ocorre diàriament alhora que impedeix el progrés de milions de persones a tot el món. El racisme i la intolerància destrueixen vides i comunitats per mitjà de les seves diverses manifestacions, des de privar a les persones dels principis fonamentals d'igualtat i no discriminació, fins a propiciar l'odi ètnic que pot conduir al genocidi.
Un exemple extrem de violació al dret de la igualtat per motius ètnics per part d'un Estat, és el cas del Genocidi Rohinyá per part de l'Estat de Myanmar. La llei de ciutadania aprovada en 1982 li ha negat la nacionalitat, i fins i tot la condició d'éssers humans, als rohingyes nascuts a Myanmar. L'escalada de violència i terror deslligada per part de l'exèrcit en contra d'aquest grup ètnic, ha portat al fet que centenars de milers de musulmans rohingyes hagin buscat refugi a Bangladesh, des de 2017.
Emily Tendayi Achiume, la cinquena Relatora Especial sobre les formes contemporànies de racisme, discriminació racial, xenofòbia i formes connexes d'intolerància, va dir sobre aquest cas que: «El nacionalisme de base ètnica que practica la islamofobia o l'antisemitisme soscava els drets de musulmans i jueus, qualsevol que sigui la ciutadania d'aquests grups…i el cas dels musulmans rohingyas ofereix un exemple esgarrifós sobre aquest tema». La Relatora Especial Achiume també es va referir en general als grups de persones víctimes de la violació al dret de la igualtat per motius racials, ètnics i de formes connexes d'intolerància, assenyalant que «alguns d'aquests grups corren ara un major risc de perdre la ciutadania o la condició d'immigrants residents, a causa de l'ansietat popular i la maquinària de seguretat nacional i, al mateix temps i per les mateixes raons, es veuen sistemàticament exclosos d'adquirir la ciutadania o de regularitzar la seva situació migratòria».
Un exemple de violació al dret de la igualtat per motius racials, que es duu a terme de formes subtils, és el cas d'Amèrica Llatina. Ariel I. Dulitzky en el seu article, «A region in Deniel: Racial Discrimination and Racism in Latin America», sosté que a Amèrica Llatina se segueix perpetuant el racisme, en part perquè a Amèrica Llatina es nega de forma generalitzada (des de la seva població, fins a en les seves institucions) l'existència mateixa del racisme en aquest territori. Les persones de la nostra regió del món tendeixen a ocultar, tergiversar i encobrir el fet que el racisme i la discriminació racial existeix en la nostra part del món. Aquest fenomen de negació és un impediment en el reconeixement del problema i, en conseqüència, obstaculitza les mesures efectives que podrien ser preses per eliminar i prevenir la discriminació racial. Dulitzky descriu tres formes principals denegació de l'existència del racisme a la regió: negació literal (no existeix racisme), negació interpretativa (no és racisme sinó altres factors) i negació amb justificació (el que està passant es troba justificat). En la realitat, la discriminació racial i el racisme, així com les falles per reconèixer aquest fenomen i l'absència de debat sobre aquests problemes a Amèrica Llatina, són simplement parteix integrant del que podria denominar-se com el dèficit democrátic que nosaltres experimentem en aquesta regió. La igualtat, amb relació a la raça, el gènere, l'etnicitat, etc., encara es troba molt lluny de ser vista a la regió com un requisit essencial i bàsic per a la democràcia. La igualtat no pot existir sense democràcia, ni la democràcia no pot existir sense igualtat. Per punt, la lluita per solidificar la democràcia és un pas fonamental en la lluita contra el racisme i la discriminació racial.

## Dret a la igualtat i igualtat de gènere

Símbol genèric de la igualtat de gènere.

El dret a la igualtat inclou a la igualtat de gènere, aquesta significa que les dones i els homes han de tenir els mateixos drets i deures. No obstant això, les normes socials de gènere, des de les diferents legislacions, fins als diferents costums al voltant del món, històricament han valorat de forma diferent a les dones i els homes. Cal desactivar els nocius estereotips de gènere, de manera que a les dones no se'ls percebi segons les pautes del que haurien de fer sinó que se'ls consideri pel que són: persones singulars, amb els seus propis desitjos i necessitats.
Sistemàticament a les dones se'ls neguen els mateixos drets laborals que tenen els homes. La violència i l'explotació sexual, la divisió desigual del treball no remunerat -tant domèstic com en la cura d'altres persones- i la discriminació en la presa de decisions en l'àmbit públic són grans obstacles que encara persisteixen. El canvi climàtic i els desastres continuen tenint un efecte desproporcionat en les dones i els nens, igual que el conflicte i la migració. Per tant, el treball pràctic de la igualtat entre homes i dones pot implicar la modificació de normes discriminatòries, contrarestar la violència sexualizada, elevar la representació de les dones en llocs de decisió i cridar l'atenció sobre la forma en què altres formes d'opressió estan relacionades amb el sexe.
La urgència de promoure la igualtat de gènere és tal, que es troba dins dels Objectius de Desenvolupament Sostenible del Programa de les Nacions Unides per al Desenvolupament (PNUD), com l'Objectiu 5. El PNUD destaca que posar fi a totes les formes de discriminació contra les dones i nenes no és sol un dret humà bàsic, sinó que a més és crucial per al desenvolupament sostenible. S'ha demostrat una vegada i una altra que empoderar a les dones i nenes té un efecte multiplicador i ajuda a promoure el creixement econòmic i el desenvolupament a nivell mundial.
La falta d'accés a l'educació i a oportunitats de treball és una de les principals conseqüències de la falta d'igualtat de gènere al món. Segons el PNUD, 103 milions de joves al món manquen d'habilitats bàsiques d'alfabetització, i més del 60 % d'ells són dones. Això porta amb si un accés reduït als recursos econòmics i productius, condicions deficients de salut i benestar i majors obstacles per la participació d'esferes de presa de decisions. En matèria laboral, les dones encara no tenen una participació plena en el treball i no gaudeixen d'igual remuneració monetària malgrat desenvolupar les mateixes activitats que els homes. A nivell mundial, les dones guanyen només 77 centaus per cada dòlar que guanyen els homes fent el mateix treball.
En 1979 es va aprovar la Convenció sobre l'Eliminació de totes les formes de discriminació (CEDAW, per les seves sigles en anglès). Aquest document sintetitza el conjunt de drets que els Estats han de garantir a les dones en matèria civil, política, econòmica i social. La Convenció va ser aprovada per les Nacions Unides en 1979 i va entrar en vigor el 3 de setembre de 1981.
En la Quarta Conferència Mundial sobre la Dona, realitzada en Beijing, l'any 1995, es va plantejar la importància de la incorporació de la perspectiva de gènere en tot el relacionat amb el reconeixement de drets, a causa que el gènere és transversal a tota l'estructura social i té efectes diferenciats en les persones a les quals va dirigida l'aplicació d'una mesura o política. D'aquesta conferència, es va derivar la Declaració i Plataforma d'acció de Beijing, que té com a principal objectiu l'eliminació de totes les formes de discriminació contra les dones i nenes.
La Comissió de la Condició Jurídica i Social de la Dona és un dels òrgans subsidiaris del Consell Econòmic i Social de les Nacions Unides. Aquesta comissió és l'encarregada d'adoptar programes de treball plurianuals i celebrar períodes de sessions on s'avaluen els avanços aconseguits i les bretxes existents. La Comissió de la Condició Jurídica i Social de la Dona també s'encarrega de realitzar recomanacions de seguiment a la implementació de la Declaració i Plataforma d'acció de Beijing per part dels diferents estats membres, tenint com a principal objectiu la promoció de la igualtat de gènere i l'apoderament de la dona. Les recomanacions i conclusions dels períodes de sessions s'envien posteriorment al ECOSOC, per al seu seguiment.

## Dret a la igualtat i població LGBT

Bandera de la igualtat. Logo de la Human Rights Campaign.

El dret a la igualtat també inclou la igualtat per a la població LGBT (Lesbianes, Gais, Bisexuales i Transgénere). D'acord amb Amnistia Internacional, en molts països s'empresona a persones #lesbiana, gais, bisexuals, transgènere i intersexuals en aplicació de lleis que penalitzen la seva orientació sexual o la seva identitat de gènere i converteixen un petó en un delicte. Se'ls tortura per obtenir confessions de desviació i se'ls viola per guarir-los d'ella. A les persones LGBT se'ls nega el gaudi del seu dret a la vida, a la llibertat i a la integritat física, en condicions d'igualtat. També se'ls despulla dels seus drets fonamentals, com les llibertats d'associació i d'expressió, i se'ls restringeixen els seus drets a la vida privada, al treball, a l'educació i a l'atenció mèdica.
En 2007, es presenta davant el Consell de Drets Humans de les Nacions Unides, en Ginebra, una carta global per als drets LGBT, els Principis de Yogyakarta: Principis sobre l'aplicació de la legislació internacional de drets humans en relació amb l'orientació sexual i la identitat de gènere. Aquests principis no han estat adoptats pels Estats en forma de tractat, per tant no constitueixen un instrument vinculant per si mateixos. No obstant això, els seus redactors pretenen que els Principis de Yogyakarta siguin adoptats com una norma universal, això és, un estàndard jurídic internacional d'obligatori compliment per als Estats. Des de la introducció dels Principis de Yogyakarta es declara que tots els éssers humans neixen lliures i iguals en dignitat i drets. Tots els drets humans són universals, complementaris, indivisibles i interdependents. L'orientació sexual i la identitat de gènere són essencials per a la dignitat i la humanitat de tota persona i no han de ser motiu de discriminació o abús.
El juny de 2016, la Resolució de Protecció contra la violència i la discriminació per motius d'orientació sexual i identitat de gènere, és aprovada per part del Consell de Drets Humans, en l'Assemblea General de les Nacions Unides. Aquesta resolució: 1. Reafirma que tots els éssers humans neixen lliures i iguals en dignitat i drets, i que tota persona té els drets i llibertats proclamats a la Declaració Universal de Drets Humans, sense distinció alguna de raça, color, sexe, idioma, religió, opinió política o de qualsevol altra índole, origen nacional o social, posició econòmica, naixement o qualsevol altra condició; 2. Deplora profundament els actes de violència i discriminació que, en totes les regions del món, es cometen contra persones per la seva orientació sexual o identitat de gènere. És important tenir en consideració que el gènere, com a concepte, no només es refereix a la divisió binària entre homes i dones. El gènere no és una categoria simple. Hi ha persones que no s'identifiquen ni com a dones ni com a homes, o que tenen un altre sexe que el que se'ls va adjudicar en néixer. Totes les persones independentment del seu sexe es veuen afectades per les normes socials de gènere i per com la societat valora els grups dones i homes.
Charles Radcliffe, Cap de la Secció d'Assumptes Mundials i Organitzacions Intergovernamentals de l'Oficina de l'Alt Comissionat de les Nacions Unides per als Drets Humans (ACNUDH), va afirmar que: Encara que les lleis i les actituds cap al col·lectiu LGBT han millorat amb el pas dels anys, la discriminació encara prolifera i pot manifestar-se de forma subtil. Per a maig de 2016, setanta-sis països encara penalitzen les relacions amb persones del mateix sexe i en la majoria d'ells no existeixen encara lleis eficaces contra la discriminació. Radcliffe va assenyalar també que els qui s'oposen a la igualtat i els drets d'aquest col·lectiu, solen recolzar-se en la cultura, la religió i la tradició per justificar la denegació de drets. I encara que aquests tres factors exerceixen una funció important en la formació de la societat i les conductes, mai poden justificar la violació dels drets humans.

## El dret a la igualtat i persones amb discapacitat

Pictogrames que representen diferents capacitats: de mobilitat, neurodiversitat, audiolingüístiques i de visió.

El dret a la igualtat acull també el dret a la igualtat de les persones amb discapacitat. Sobre aquest tema s'ha parlat en diferents documents del dret internacional: 
La Convenció Interamericana per a l'Eliminació de totes les Formes de Discriminació contra les Persones amb Discapacitat es va aprovar el 7 de juny de 1999, per l'Assemblea General de l'Organització dels Estats Americans. En l'article 1 d'aquesta convenció es defineix la discapacitat com una deficiència física, mental o sensorial, ja sigui de naturalesa permanent o temporal, que limita la capacitat d'exercir una o més activitats essencials de la vida diària, que pot ser causada o agreujada per l'entorn econòmic i social. En el mateix article també s'esmenta que la discriminació contra les persones amb discapacitat significa tota distinció, exclusió o restricció basada en una discapacitat, antecedent de discapacitat, conseqüència de discapacitat anterior o percepció d'una discapacitat present o passada, que tingui l'efecte o propòsit d'impedir o anul·lar el reconeixement, gaudi o exercici per part de les persones amb discapacitat, dels seus drets humans i llibertats fonamentals. Més endavant el mateix article explica que les mesures de distinció o preferència que adopten els Estats per promoure el dret a la igualtat de les persones discapacitades no constitueixen una discriminació sempre que la distinció o preferència no limiti en si mateixa el dret a la igualtat de les persones amb discapacitat i que els individus amb discapacitat no es vegin obligats a acceptar tal distinció o preferència. En els casos en què la legislació interna prevegi la figura de la declaratòria d'interdicció, quan sigui necessària i apropiada per al seu benestar, aquesta no constituirà discriminació.
La Convenció Internacional sobre els Drets de les Persones amb Discapacitat (CRPD, per la seva sigla en anglès) és un tractat internacional, aprovat per l'Assemblea General de les Nacions Unides el 13 de desembre de 2006. Aquesta convenció està destinada a protegir els drets i la dignitat de les persones amb discapacitat. Els Estats part en la convenció tenen l'obligació de promoure, protegir i garantir el ple gaudi dels drets humans de les persones amb discapacitat i garantir que gaudeixin de plena igualtat davant la llei. En aquesta convenció es fa una especial #èmfasi en l'aplicació dels drets específics establerts en aquesta convenció i explicats en els articles 8-9, 19-20, 26, 29-31: el dret a viure independentment i ser inclòs en la comunitat, a la mobilitat de les persones, habilitació i rehabilitació, i al dret a un nivell de vida adequat, i a la participació en la vida política i pública, i la vida cultural, la recreació i l'esport (i Cultura sorda). A més s'emfatitza que les parts en la convenció han de crear consciència dels drets humans de les persones amb discapacitat, i garantir l'accés a les carreteres, edificis, i la informació.